# Jokkmokks gamle kirke
Jokkmokks gamle kirke (svensk: Jokkmokks gamla kyrka) er en kirkebygning i Jokkmokk, og tilhører Jokkmokks församling i Luleå stift.
Kirken blev oprindeligt opført 1753, men nedbrændte helt i 1972. Efter branden blev kirken genopført, og eksteriøret er en rekonstruktion af den tidligere kirke; interiøret er mere moderne i farverne rødt, gult og blåt, der også findes i Jokkmokks samedragt. Kirkebygningen er ottekantet, opført i træbjælker og med valmtag. Facaden er rødmalet med sprossevinduer, og taget er dækket med tagspån. Kirken blev genindviet i 1976.
Kirkerummet har bræddegulv, brune bjælkevægge og et hvælvet tag med et lyst gråmalet træpanel. Kirkens kors, lysekroner samt salmetavle er fremstillet af tømmer fra den nedbrændte kirke.